# Inhumanity
Inhumanity è il primo album in studio, pubblicato nel 2003, del gruppo melodic death metal finlandese Mors Principium Est.

## Tracce
1. Another Creation – 4:53
2. Eternity's Child – 3:43
3. In My Words – 3:40
4. Inhumanity – 3:16
5. D.I.B. – 4:44
6. The Lust Called Knowledge – 4:25
7. Oblivion – 2:12
8. Life in Black – 3:40
9. Last Apprentice – 2:45
10. Into Illusion – 5:09

## Formazione

### Membri del gruppo
- Jori Haukio – chitarra, programmatore e voce pulita nella traccia 10
- Ville Viljane – voce
- Jarkko Kokko – chitarra
- Mikko Sipola – batteria
- Teemu Heinola – basso
- Joona Kukkola – tastiere